# カンパーニャ・ロマーナ

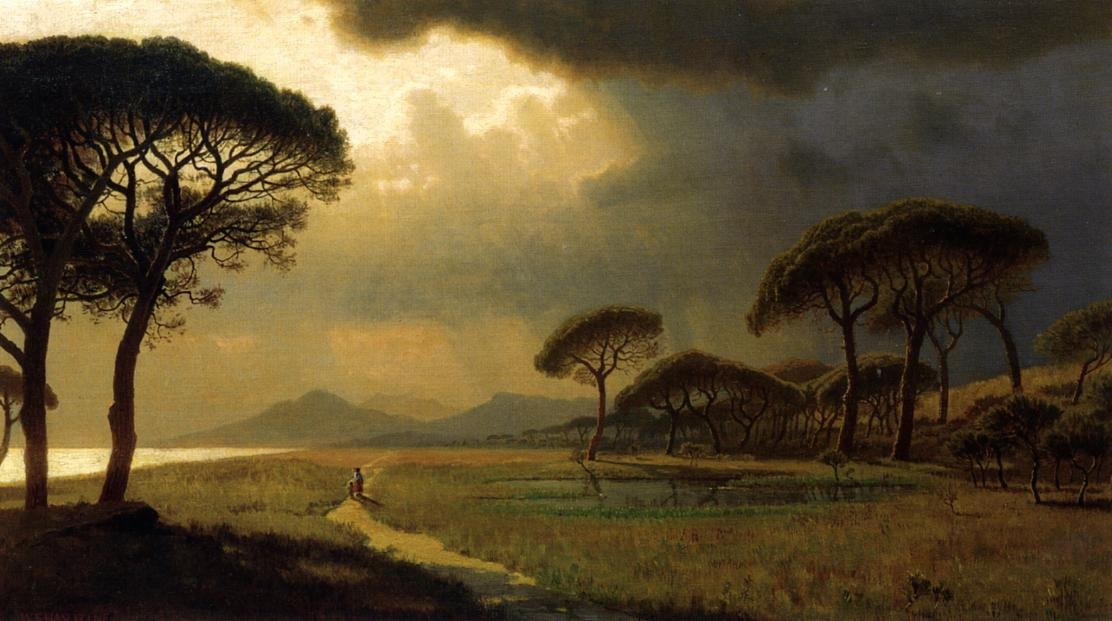
ウィリアム・スタンレー・ヘーゼルタイン(作) 「カンパーニャ・ロマーナの朝の光」(1861)

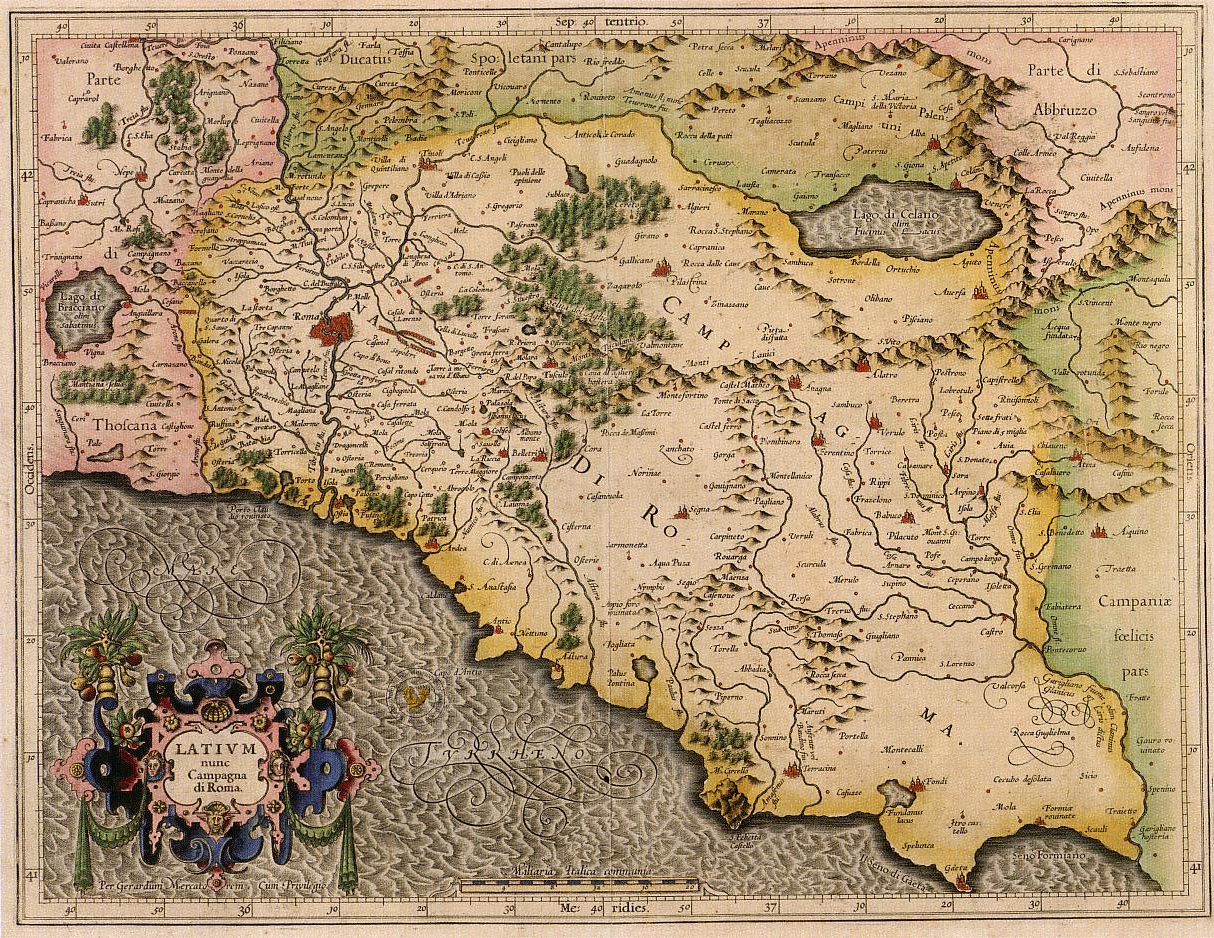
ゲラルドゥス・メルカトルのカンパーニャ・ロマーナ周辺の地図

カンパーニャ・ロマーナ（イタリア語: campagna romana）はイタリア中部、ローマ周辺の平野、丘陵地帯である。トルファ山地(Monti della Tolfa)とサバティーニ山地(Monti Sabatini)に北側を囲まれ、アルバーノ丘陵(Colli Albani;カルデラ湖のアルバーノ湖を含む火山)に南東部を囲まれている。南西部はティレニア海である。テヴェレ川とアニエーネ川が流れている。

## 概要
古代ローマ時代は重要な農業地帯で多くの人々が住んでいたが、中世になって、マラリアの流行地となり、農業のための水利も不足したため、農地としては使われなくなった。18世紀、19世紀にローマで活動した画家たちがこの地の牧歌的な風景に感銘を受けて、多くの風景画が描かれ、ヨーロッパの上流階級の人々が、グランド・ツアーで訪れる場所となった。
19世紀と20世紀に農地として使用するために湿地は埋め立てられ、新しい集落が建設され、1950年代から、ローマ市街地の拡大によって一部の緑地を除いて、自然の風景は失われた。

## カンパーニャ・ロマーナを描いた絵画

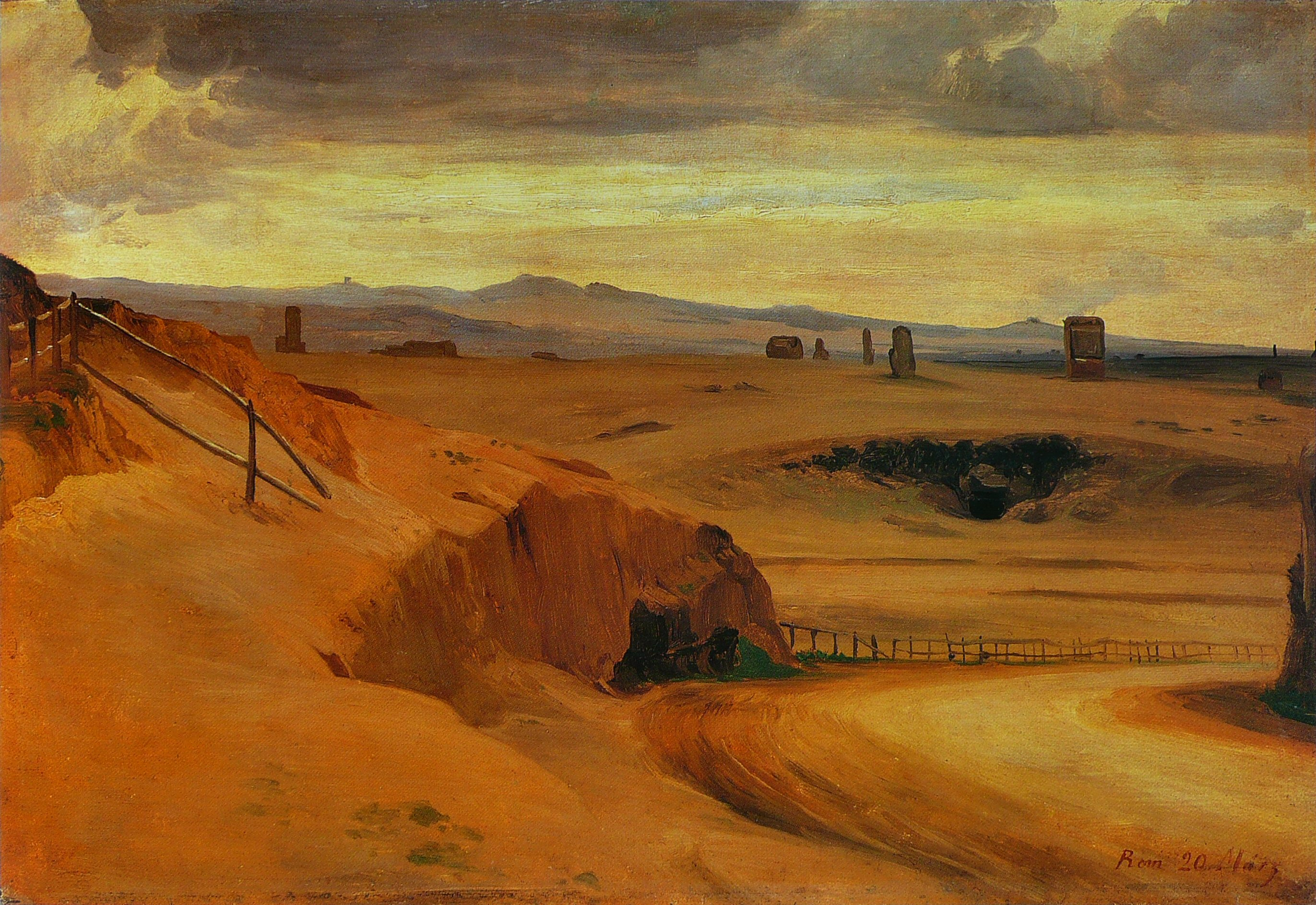
(画)ヨハン・ヴィルヘルム・シルマー (1840)
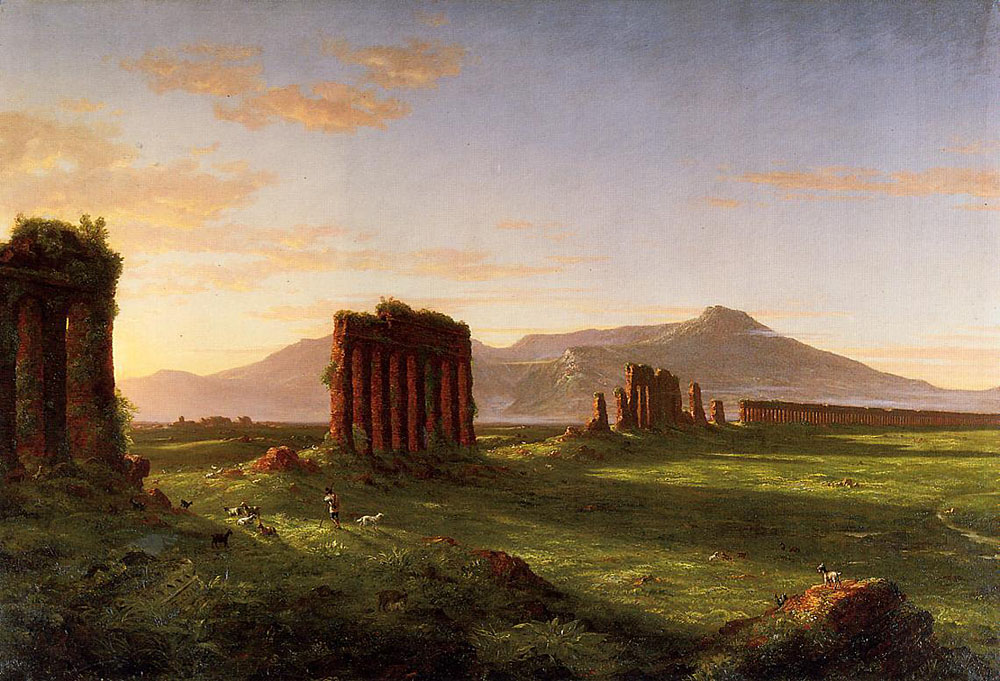
(画)トマス・コール (1843)
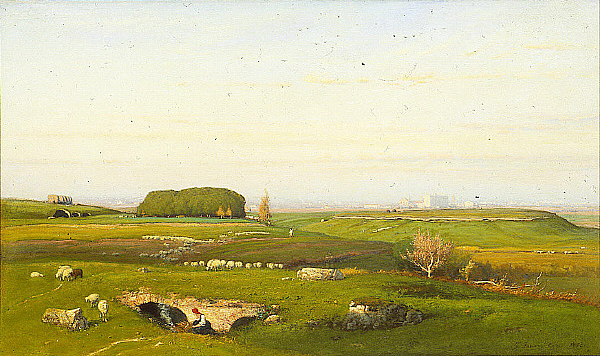
(画)ジョージ・イネス (1873)
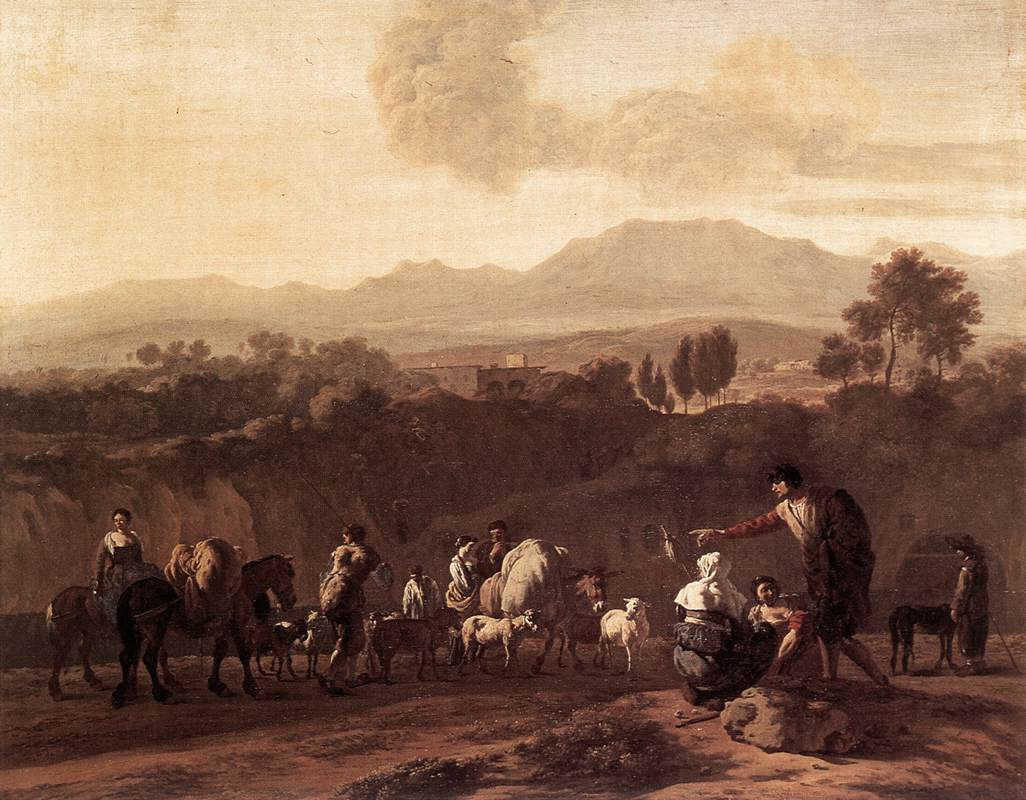
(画)カレル・デュジャルダン (1675)
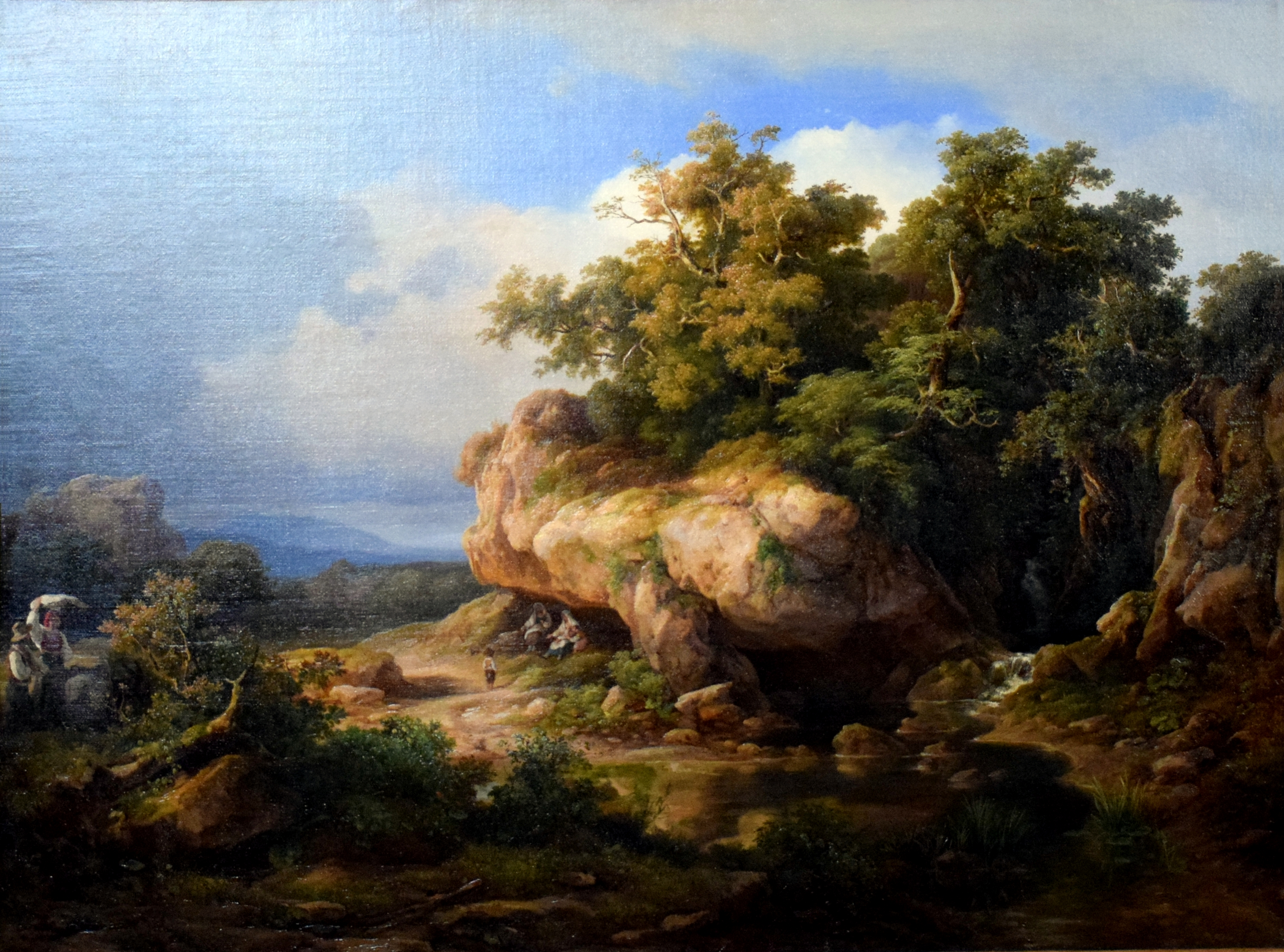
(画)マルコー・カーロイ (1843)
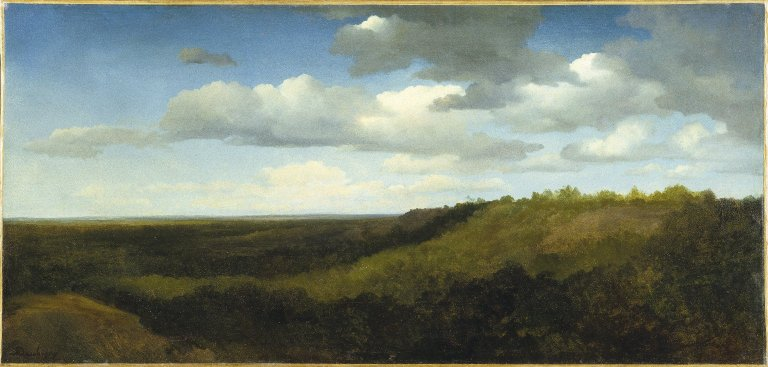
(画)シャルル＝フランソワ・ドービニー (c.1836)
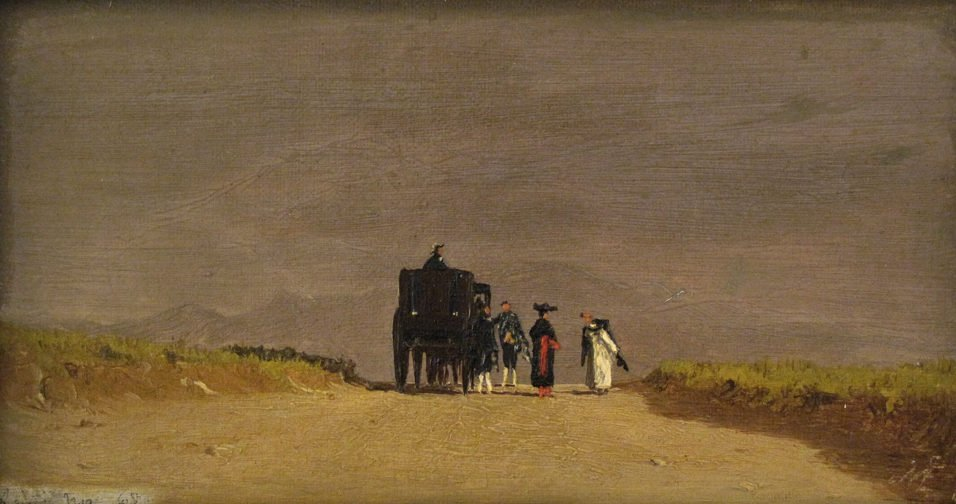
(画)ジャービス・マッケンティー (1868)
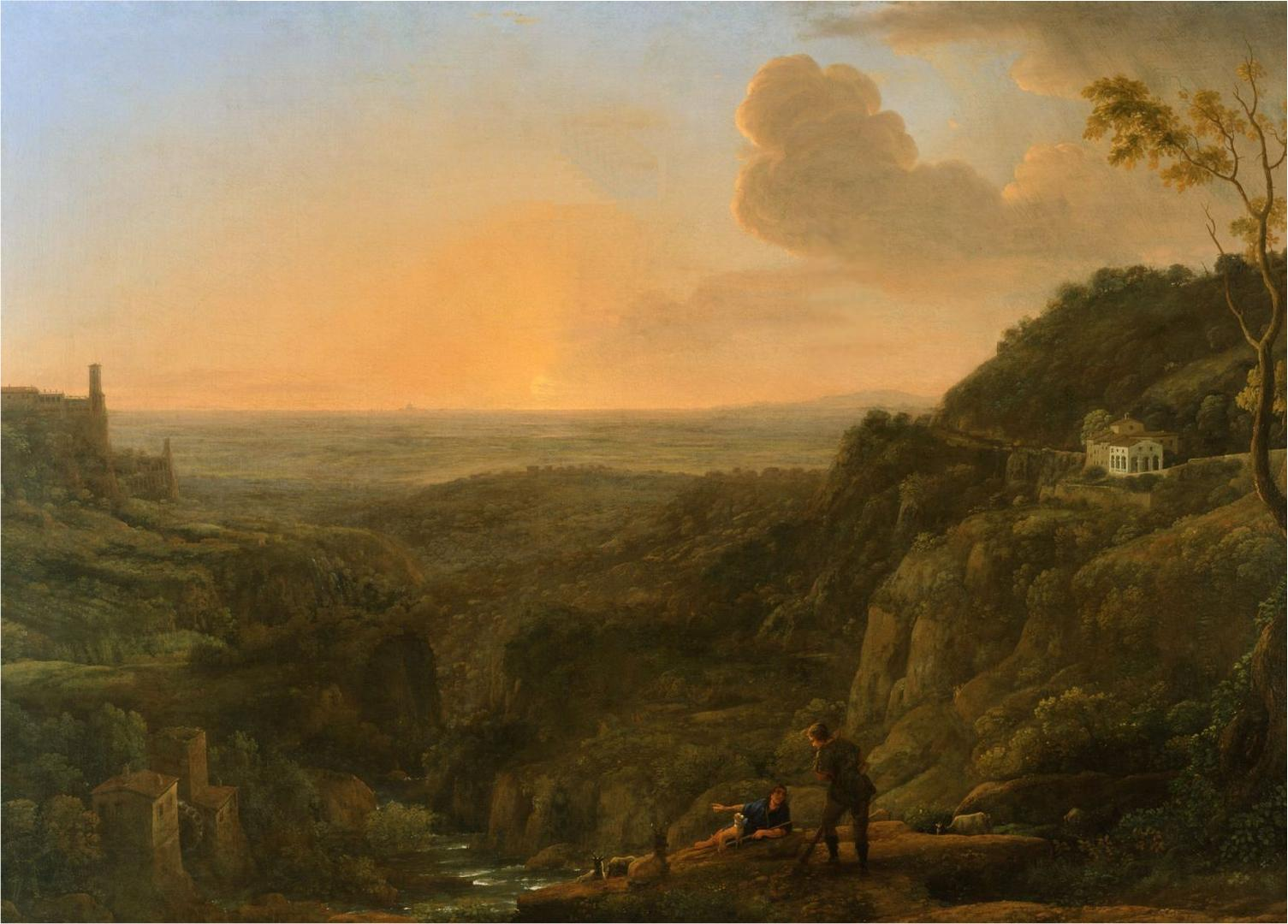
(画)クロード・ロラン (1644)
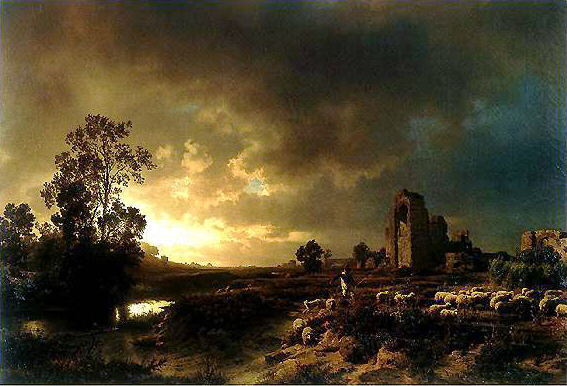
(画)オスヴァルト・アッヒェンバッハ (1850)
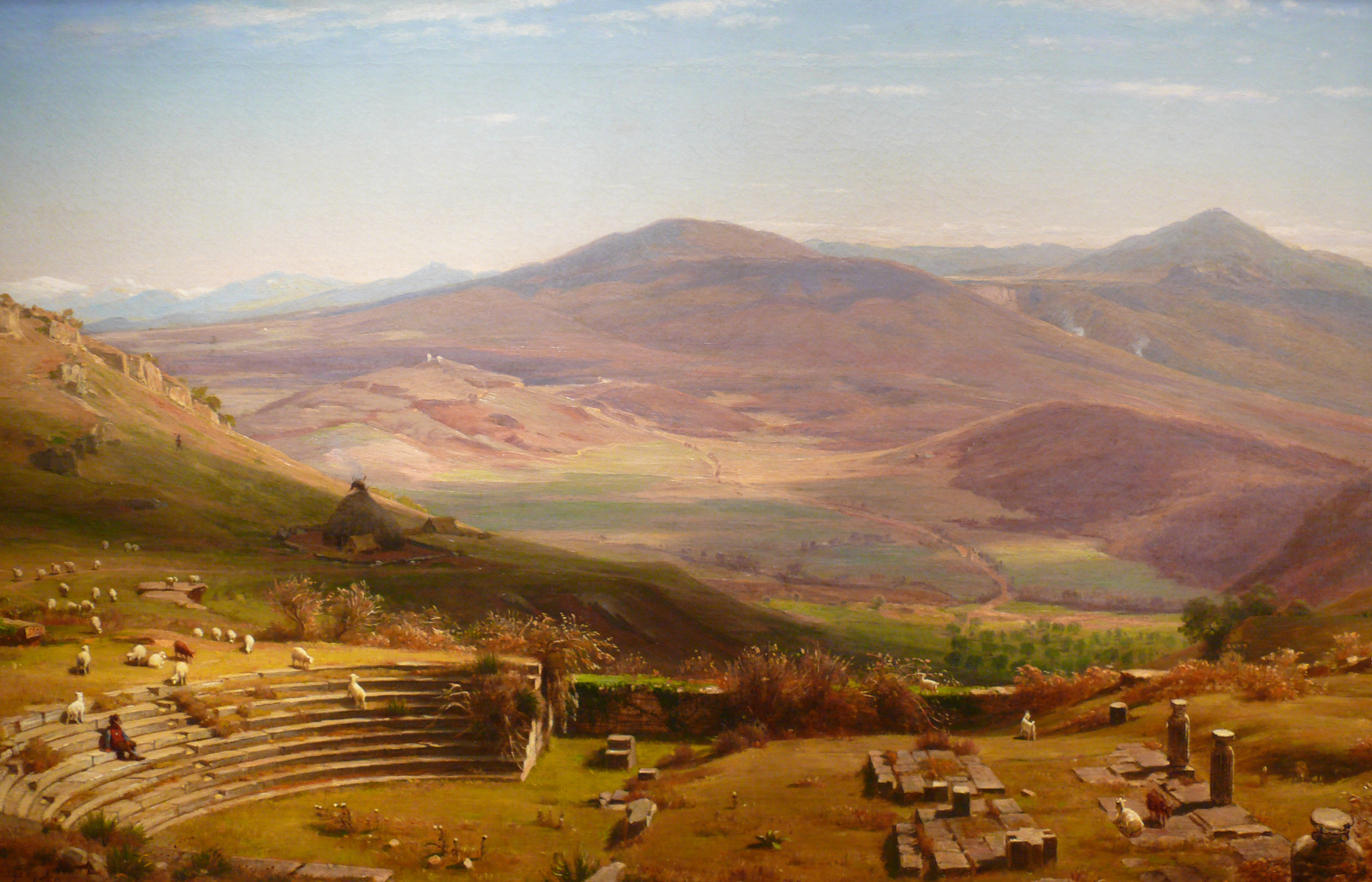
(画)ワージントン・ウィットレッジ (1860)